# Robert al III-lea de Flandra
Robert al III-lea de Flandra (n. 1249 – d. 17 septembrie 1322) (numit și Robert de Béthune și poreclit Leul Flandrei (De Leeuw van Vlaanderen) a fost conte de Nevers din 1273 și conte de Flandra din 1305 până la moarte.

## Viața
Robert era fiul cel mai mare al lui Guy de Dampierre din prima căsătorie a acestuia, cea cu Matilda de Béthune. Tatăl său i-a acordat domnia asupra Flandrei în noiembrie 1299, în timpul războiului său cu regele Filip al IV-lea al Franței. Atât tatăl cât și fiul au fost curând luați în captivitate în mai 1300, iar Robert nu a fost eliberat decât în 1305.
Robert a dobândit faimă militară în Italia, unde a luptat alături de socrul său, Carol de Anjou, regele Siciliei (1265–1268) împotriva ultimilor Hohenstaufeni, Manfred și Conradin. Împreună cu tatăl său, a luat parte în 1270 la Cruciada a opta, condusă de Sfântul Ludovic. După revenirea din cruciadă, el a continuat să fie un sprijin loial pentru tatăl său, atât politic cât și militar, în lupta acestuia împotriva încercărilor regelui Filip al IV-lea "cel Frumos", care intenționa să atașeze Flandra domeniilor coroanei Franței.
Guy de Dampierre a rupt toate legăturile feudale cu regele Franței în ianuarie 1297 în special datorită influenței lui Robert. Atunci rezistența părea să devină lipsită de speranță, Robert a acceptat să se supună, devenind prizonier, alături de tatăl său și de fratele lui, Guillaume de Crèvecoeur, ai regelui în mai 1300. Cu puțin timp înainte, el devenise conducătorul de facto al Flandrei. El a fost închis în castelul Chinon. Contrar credinței populare, ca și romanticei caracterizări oferite de Hendrik Conscience în romanul său The Lion of Flanders, Robert nu a luat parte la Bătălia pintenilor de aur.
În iulie 1305, după ce Guy murise în captivitate, lui Robert i s-a permis să revină în Flandra. Punerea în execuție a tratatului de la Athis-sur-Orge cu Filip al IV-lea va marca întreaga domnie a contelui Robert. Inițial el a înregistrat unele succese în impunerea față de locuitorii rurali și de orășeni de a-și îndeplini datoriile față de francezi. Cu toate acestea, în aprilie 1310 el a început o politică de rezistență radicală față de dominația franceză, cu sprijinul supușilor și al familiei sale. Atât diplomatic, cât și militar el a reușit să se opună regelui Franței. Atunci când a întreprins un marș asupra Lille în 1319, milițiile din Gent au refuzat să traverseze râul Leie alături de el. Când nepotul său Ludovic I de Nevers a început să exercite presiuni asupra sa, Robert a renunțat la luptă și a plecat la Paris în 1320 pentru a restaura legătura feudală față de regele Franței.
Chiar și după aceasta, el a căutat să împiedice aplicarea tratatului de la Athis-sur-Orge. Robert a murit în 1322 și a fost succedat de către nepotul său, Ludovic, conte de Nevers și Rethel.
Robert a fost înmormântat în Flandra, în catedrala Sfântului Martin din Ypres, după cum fusese dorința sa explicită de a fi îngropat pe pământ flamand. S-a permis ca trupul său să fie transferat în abația de Flines (în apropiere de Douai) atunci când Lille și Douai vor redeveni părți componente ale Comitatului de Flandra. De asemenea, prima sa soție și tatăl lui au fost înmormântați în acea abație.

## Familia
Robert a fost căsătorit în două rânduri. Prima sa soție a fost Bianca (d. 1269), fiică a regelui Carol I al Neapolelui cu Beatrice de Provence, în 1265. Ei au avut un fiu, Carol, care a murit de tânăr.
A doua căsătorie a lui Robert a fost cu Iolanda (d. 11 iunie 1280), fiică a contelui Odo de Nevers, în cca. 1271, cu care a avut cinci copii:
1. Ludovic (n. 1272, d. 24 iulie 1322, Paris), căsătorit în decembrie 1290 cu contesa Ioana de Rethel (d. după 12 martie 1328), cu care a avut ca fiu pe Ludovic I de Flandra, succesorul imediat al lui Robert al III-lea în Flandra.
2. Robert (d. 1331), conte de Marle, căsătorit în cca. 1323 cu Ioana de Bretania (1296-24 martie 1363), doamnă de Nogent-le-Rotrou și fiică a ducelui Arthur al II-lea de Bretania. Copiii lor au fost: Ioan, senior de Cassel (d. 1332) și Iolanda (1331–1395), căsătorită cu Henric al IV-lea de Bar.
3. Ioana (d. 15 octombrie 1333), căsătorită în 1288 cu Enguerrand al IV-lea de Coucy (d. 1310), viconte de Meaux.
4. Iolanda (d. 1313), căsătorită în cca. 1287 cu Valter al II-lea d'Enghien (d. 1309).
5. Matilda, căsătorită în cca. 1314 cu Matia de Lorena (d. cca. 1330), senior de Warsberg.